# Резолюция Совета Безопасности ООН 1584
Резолюция Совета Безопасности Организации Объединённых Наций 1584, принятая единогласно 1 февраля 2005 года, по итогам  резолюций 1528 (2004) и 1572 (2004) о ситуации в Кот-д’Ивуаре. Совет, действующий в соответствии с главой VII Организации Объединённых Наций Устав, усилил эмбарго на поставки оружия стране.

## Резолюция

### Наблюдения
Совет Безопасности отметил, что, несмотря на различные политические договоренности, боевые действия возобновились в Кот-д’Ивуаре в нарушение соглашения о прекращении огня от мая 2003 года. Была дана высокая оценка продолжающимся усилиям Африканского союза и Экономического сообщества западноафриканских государств (ЭКОВАС) по установлению мира и стабильности. Он отметил, что ситуация в стране продолжает представлять угрозу миру и стабильности в регионе.

### Действия
Совет безопасности подтвердил эмбарго на поставки оружия Кот-д’Ивуару. Операция Организации Объединённых Наций в Кот-д’Ивуаре (ОООНКИ) и французские силы были уполномочены контролировать соблюдение эмбарго в сотрудничестве с группой экспертов, Миссией Организации Объединённых Наций в Либерии, Миссией Организации Объединённых Наций в Сьерра-Леоне и правительствами, а также избавляться от предметов, нарушающих эмбарго. Кроме того, французским силам было предложено оказать ОООНКИ помощь в обеспечении безопасности.
Резолюция потребовала, чтобы ивуарийские стороны предоставили беспрепятственный доступ французским силам и силам ОООНКИ и просили обе стороны сообщать о любых трудностях в выполнении их мандатов. Генеральному секретарю Кофи Аннану было предложено создать группу из трех экспертов на шесть месяцев для изучения информации, собранной силами Франции, ОООНКИ, Кот-д’Ивуара и странами Южно-Западной Африки о потоках оружия и другой информации. Тем временем правительству и «Новым силам» было поручено составить список имеющегося у них оружия в течение 45 дней.
Наконец, Совет выразил озабоченность по поводу использования и вербовки наемников с обеих сторон, призвав положить конец этой практике.

## Голосование
| За (15) | Воздержались (0) | Против (0) |
| --- | ---------------- | ---------- |
| - Китай - Франция - Россия - Великобритания - США - Алжир - Аргентина - Бенин - Бразилия - Дания - Греция - Япония - Филиппины - Румыния - Танзания |                  |            |

* жирным выделены постоянные члены Совета Безопасности ООН